# Gökhan Gümüşsu
Gökhan Gümüşsu (* 17. Februar 1989 in Stuttgart-Hedelfingen) ist ein ehemaliger türkisch-deutscher Fußballspieler.

## Karriere
In der Jugend spielte Gümüşsu für die SKG Max-Eyth-See Stuttgart, den VfB Stuttgart und den TSV Steinhaldenfeld. Im Sommer 2003 wechselte er zu den Junioren der Stuttgarter Kickers. Zur Spielzeit 2007/08 rückte er zu den A-Junioren auf, er bestritt in der A-Junioren-Bundesliga 20 Spiele und schoss fünf Tore. Im Sommer 2008 wurde er in die zweite Mannschaft hochgezogen, für die er bis 2010 31 Mal in der Oberliga zum Einsatz kam und zehn Tore schoss. Zu seinem ersten Einsatz für die erste Mannschaft der Kickers kam er am 13. September 2008, als er beim Drittliga-Heimspiel gegen Aue eingewechselt wurde. Am 16. Mai 2009 kam er zu einem weiteren Kurzeinsatz für erste Mannschaft, deren Abstieg in die Regionalliga zu diesem Zeitpunkt bereits feststand. 
In der folgenden Spielzeit 2009/10 wurde er 19 Mal eingesetzt, wobei er nur dreimal über die volle Länge spielte, konnte aber keinen Treffer erzielen.
Im Sommer 2010 verließ Gümüşsu die baden-württembergische Landeshauptstadt und ging in die bayerische Landeshauptstadt München. Dort schloss er sich der zweiten Mannschaft des TSV 1860 München an, die ebenfalls in der Regionalliga Süd spielt. In zwei Jahren kam er dort zu 57 Einsätzen, in denen er 14 Tore schoss. Nach Ende der Spielzeit 2011/12 verließ er den TSV 1860 wieder und ging in die Türkei zum Zweitligisten 1461 Trabzon.
Für die Rückrunde der Spielzeit 2012/13 wurde er an den türkischen Viertligisten Altınordu Izmir ausgeliehen. Mit diesem Verein feierte er bereits zwei Spieltage vor Saisonende die Meisterschaft der TFF 3. Lig und damit den direkten Aufstieg in die TFF 2. Lig. In der Saison 2013/14 wurde Gümüşsu weitere 13 Mal eingesetzt. Im Januar 2014 verließ er Altınordu und wechselte für die Rückrunde zum Viertliga-Club Darıca Gençlerbirliği in die TFF 3. Lig. Im Sommer desselben Jahres kehrte Gümüşsu nach Deutschland in seine baden-württembergische Heimat zurück und schloss sich dem Landesligisten 1. FC Heiningen an. In der Winterpause 2014/15 ging er zum Regionalligisten Rot-Weiß Oberhausen.

## Erfolg
- Altınordu Izmir:
  - Meister der TFF 3. Lig: 2012/13
  - Aufstieg in die TFF 2. Lig: 2012/13